# Guapó
Guapó là một đô thị thuộc bang Goiás, Brasil. Đô thị này có diện tích 517,005 km², dân số năm 2007 là 14951 người, mật độ 28,92 người/km².